# Aspendale Gardens
Aspendale Gardens ist ein Stadtteil am Rand der australischen Metropole Melbourne. Er liegt ca. 27 km südöstlich der Innenstadt.
In Aspendale Gardens befindet sich eine retirement community namens Richfields, die ausschließlich von Rentnern bewohnt wird (ähnlich den Sun Cities im nordamerikanischen Raum).